# MHK Martin
Der MHK Martin ist ein slowakischer Fraueneishockeyklub aus dem slowakischen Martin, der 1991 unter dem Namen HK Medokýš Turčianske Teplice in Turčianske Teplice gegründet wurde. 1998 zog die Abteilung für Fraueneishockey nach Martin um. In den 2000er Jahren wurde in Turčianske Teplice jedoch wieder eine Frauenmannschaft gegründet, die zunächst als B-Mannschaft des MHK Martin diente. 2010 stieg diese ebenfalls in die erste Spielklasse auf.
Der MHK Martin ist zehnmaliger Meister der Slowakei und damit der erfolgreichste Klub in der Geschichte der slowakischen Fraueneishockeys. In der Saison 2010/11 nahm der MHK Martin erstmals an der internationalen Elite Women’s Hockey League teil, erreichte in der Hauptrunde den vierten Platz und zog damit in das Finalturnier ein.

## Erfolge
- Slowakischer Meister: 1998, 1999, 2000, 2001, 2004, 2005, 2006, 2007, 2008, 2009